# Гребля Мальпассе
Гребля Мальпассе (фр. Barrage de Malpasset) — бетонна аркова гребля на річці Рейран, побудована приблизно за 7 км на північ від міста Фрежус (південна Франція, департамент Вар, Лазуровий Берег). Гребля призначалася для цілей іригації і водопостачання. Її довжина за гребенем становила 222 м, ширина за гребенем — 1,5 м, ширина основи — 6,82 м, ширина паводкового водозливу — 30 м. Арка греблі — двоопуклої кривини симетричного обриси.

2 грудня 1959 року гребля Мальпассе звалилася, місто Фрежус зазнало майже повного затоплення. В результаті повені загинуло 423 людини (за офіційними даними), загальний розмір шкоди у грошовому еквіваленті склав близько 68 млн доларів США.


## Історія будівництва
Історія Мальпассе почалася 1865 року, коли адміністрації департаменту Вар було представлено проект греблі на річці Рейран заввишки 25 метрів. Проект був не дешевим і був «відкладений у довгу шухляду» до кращих часів.

Після Другої Світової війни у рамках узгодження великих проектів промислового й сільськогосподарського розвитку Франції питання про будівництво греблі було знову піднято. Цього разу було прийнято рішення «за» будівництво об'єкта. Основна мета гідроспоруди полягала в організації водопостачання та іригації для сільського господарства в цьому посушливому регіоні.

До будівництва греблі були залучені три організації — керувальна компанія Rural Engineering, фірма Coyne et Bellier, очолювана відомим французьким гідроінженером Андре Койне, відповідальна за проектування греблі, та професор Жорж Корруа (фр. Georges Corroy), що відповідає за геологічне обстеження. Фінансування спочатку базувалося на засобах, одержуваних за планом Маршалла, але в подальшому проект цих грошей так і не побачив — натомість було отримано (здебільшого — обіцяна, але про це нижче) субсидія Міністерства сільського господарства Франції (580 млн франків, за цінами 1955 року). Гребля мала окупитися за рахунок коштів, одержуваних за воду від навколишніх муніципалітетів, підприємців тощо.

Будівельно-монтажні роботи зі зведення греблі були розпочаті у квітні 1952 року. Місце будівництва — долина річки Рейран у районі населеного пункту Мальпассе. Зважаючи на мізерне фінансування (а мізерним воно було вже починаючи з етапу підготовчих робіт) були нерідкі страйки робітників і зупинки будівництва. Завершено будівництво було 1954 року. Далі пішов тривалий посушливий період аж до 1959 року, протягом якого водосховище греблі Мальпассе заповнювалося лише на малу частину.

Окрім проблем фінансування, на весь період будівництва і 5 років експлуатації греблю переслідували і інші неприємності: військові робили вибухи в безпосередній близькості від споруди; заради економії коштів будівельники погіршували якість бетону; в греблі спостерігалися течі; буквально в декількох сотнях метрів по сусідству велося будівництво автотраси А8 зі застосуванням вибухівки і так далі.

Серед усіх типів гребель саме аркові греблі здійснюють найсерйозніший опір тиску води і, грубо кажучи, можуть простояти рівно стільки, скільки простоять гори, у що впирається аркова гребля. Гребля Мальпассе теж могла б простояти століття і більше, якби не один нюанс, не врахований при проектуванні (точніше — нюанс, який неможливо було врахувати в ті часи).


## Хронологія катастрофи
15 листопада 1959 року: була виявлена підвищена фільтрація води крізь правий берег, приблизно за 20 м від греблі.


19 листопада — 2 грудня: у районі Мальпассе йдуть рясні дощі. За цей період випадає 500 мм дощових опадів (при цьому протягом останніх 24 годин перед аварією випадає 130 мм).


27 листопада: відзначено збільшення фільтрації води крізь скелю правого берега.


2 грудня: у зв'язку з тим, що дощ триває, а рівень води у верхньому б'єфі (рівень води з боку водосховища) не доходить до краю греблі всього на 28 см, персонал греблі запитує дозвіл в адміністрації департаменту Вар на відкриття затворів паводкового водоскиду. Побоюючись підтоплення будівельного майданчика автодороги А8, що будується за 200 метрів нижче за течією (могли бути пошкоджені бики мосту, бетон яких був залитий недавно), адміністрація району забороняє відкривати водоскид.


18 годин 00 хвилин: надходить дозвіл на часткове відкриття затворів водоскиду — його відкривають з витратою 40 м³/сек, що вкрай мало для оперативного спрацювання водосховища.


21 година 13 хвилин: відбувається обвалення напірного фронту греблі Мальпассе. Прорив створює хвилю заввишки 40 м, що рухається зі швидкістю 70 км/ч. Протягом декількох хвилин повністю знищені два маленькі села — Мальпассе і Бозон, а також будмайданчик автодороги А8. За словами свідків, які вижили, в момент аварії зі сторони греблі пролунав сильний тріск, потім у всіх будинках ударною хвилею повітря були вибиті двері та вікна (що свідчить про миттєве руйнування тіла греблі — величезна стіна води спрацювала як поршень, рухаючись у вузькому каньйоні, стиснувши повітря поперед себе). Невідомий житель долини додзвонюється по телефону до поліцейського управління Фрежуса, але там ніяких заходів не вживають.


21 година 33 хвилини: хвиля, стерши по дорозі масу невеликих автодоріг і залізничних шляхів та будучи вже «всього» 3 м заввишки, доходить до Фрежуса (майже 10 км від греблі), затоплюючи всю його західну половину, де, нарешті, йде у море.


## Аварійно-рятувальні роботи
Серед низки трагедій цієї ночі відомі численні свідоцтва людської відваги і самопожертви:
- машиніст і кондуктори міжміського трамваю, змитого водою зі шляхів, врятували всіх своїх пасажирів (70 человек), перевівши їх на дах важкого моторного вагона;
- власник ресторану за допомогою водного велосипеда врятував кількох людей з бурхливого потоку води;
- дві родини, що жили в старому млині, встигають загерметизувати (якщо такий термін застосовний до старого млину) підручними засобами всі вікна й двері будови та рятуються;
- 11-річна дівчинка рятує своїх молодших братів 2 і 9 лет, затягнув їх за волосся на верхню полицю гардеробу у своїй спальні.

Незважаючи на повну темряву ночі, солдати й морські піхотинці французької армії, військ США, а також будівельники автодороги А8 у перші ж години після катастрофи (до офіційної організації аварійно-рятувальних робіт) організовують оперативне транспортне постачання за допомогою вертольотів, катерів, будівельної техніки, вантажівок, понтонів. Лікарі й медсестри всю ніч допомагають безлічі поранених людей, використовуючи кишенькові ліхтарики.

Трохи пізніше французький уряд ініціює початок заходів плану ORSEC (офіційний план екстреної ліквідації наслідків техногенних і природних катастроф). Військовослужбовці місцевих військових баз спільно з підрозділом американських вертольотів, що базуються неподалік, займаються аварійно-рятувальними роботами, допомагають тим, хто вижив, збирають тіла жертв. Генерал де Голль, тодішній президент Франції, також прибуває на місце трагедії.

Офіційні підсумки катастрофи: за станом на 15 січня 1960 року вважаються загиблими та/або зниклими безвісти 423 людини, серед яких 135 детей.


## Передумови катастрофи
Як уже зазначено вище, аркові греблі вважаються найнадійнішими серед гребель за умови, якщо вони спираються на міцні скелі і підстава. Гравітаційні греблі, навпаки, найменш міцні, так як чинять опір тиску води тільки завдяки власній вазі. Перша зареєстрована катастрофа такої споруди сталася в Іспанії на початку XIX століття. Побудована у 1785—1791 роках гребля Puentes, зведена для здійснення іригації полів регіону Murcie, зруйнувалася 1802 року після первинного наповнення водосховища. Жертвами події тоді стали понад 600 осіб. Сторіччям пізніше в Лос-Анджелесі 1928 року відверто погано побудована гравітаційна гребля руйнується і призводить до загибелі 420 осіб. Руйнувань ж аркових гребель історія знає дуже мало з тієї причини, що аркова гребля використовує не свою вагу, а вагу скелі лівого і правого берегів і підстави. Чим сильніше тиск води на аркову греблю, тим більше вона впирається в основу і береги, тим більше вона пручається воді. Про це прямо свідчить приклад трагедії, що сталася в італійських Альпах у містечку Вайонт (італ. Vaiont) — 9 жовтня 1963 року частина скелі зійшла у водосховищі греблі Вайонт. Піднята хвиля заввишки понад 200 метрів перевершила через гребінь греблі й стала причиною загибелі понад 2600 осіб. При цьому сама гребля Вайонт встояла і залишається цілою по сьогоднішній день, незважаючи на те, що її водосховище після трагедії спрацювали й більше не наповнюють.

Геологічні та гідрологічні дослідження місця майбутнього будівництва греблі були проведені 1946 року. Отримані висновки підтвердили, що місце є придатним. Однак, знову ж таки, у зв'язку з мізерним фінансуванням, геологічні дослідження були проведені не в повному обсязі.

Гірська порода, на якій стали зводити греблю Мальпассе, відноситься до метаморфічних гірських порід, відомі як гнейс. Це одна з найпоширеніших гірських порід, яка відрізняється своїми герметичними властивостями, що не дозволяють воді проникати в землю і навпаки — її присутність означає, що в цьому місці немає значних ґрунтових вод.

Відсутність повного геологічного дослідження стало причиною того, що геологічний розлом на місці будівництва греблі Мальпассе не було виявлено. Ряд сейсмічних впливів (вибухи військових і дорожніх будівельників) протягом 5 років експлуатації греблі при сильнішому тиску води на основу греблі приводили до переміщень скельної основи, збільшення кількості мікротріщин у бетоні греблі й підвищення протікань. Своє слово безумовно сказали і «зекономлені» витрати на якісний бетон. Зрештою, коли водосховище було наповнено дощами практично до верху, вода виштовхнула греблю як корок з шампанського.


## Розслідування аварії і нинішній стан греблі
Внаслідок аварії 2 грудня 1959 року гребля Мальпассе була зруйнована повністю. Від неї залишилися лише невеликий блок на одному березі і невеликий край греблі на іншому, зміщений на 2 м по горизонталі від вихідного положення.

В результаті огляду уламків було виявлено, що бетон зчеплений з гнейсом як і раніше. Це свідчило про те, що причиною аварії не була втрата контакту між греблею і корінною породою. Комісія не виявила також ніяких свідоцтв того, що причиною аварії з'явився склад бетону (крім того, майже водонепроникний гнейс при будівництві нагнітався цементувальний розчин). Було вирішено, що гребля обрушилася внаслідок згинання тонкої бетонної арки, яке було викликане рухом фундаменту греблі. Оскільки порода, яка послужила причиною обвалення, була вимита хвилею, довгий час велися суперечки, як сталося обвалення — внаслідок деформації або зсуву.

Справжню причину катастрофи було встановлено лише через кілька років. При виконанні серії дослідів з метою з'ясування зв'язку між водопроникністю і переважною напругою в серії порід виявилося, що водопроникність деяких порід різко знижувалася при стисненні, причому найсильніший ефект спостерігався у мікротріщинуватих породах, таких, як гнейс. Розтягувальна напруга викликала збільшення проникності. Виявилося, що з усіх вивчених порід саме в гнейсе зміна проникності найсильніше залежить від напруги.

Стосовно до Мальпассе це означає, що під впливом тиску греблі відбулося стиснення гнейсу, і його проникність зменшилася приблизно до однієї сотої від її звичайного значення. Сам розлом містив непроникну жильну глінку, й, таким чином, під греблею створився майже непроникний для води бар'єр.

Для зони розтягування в гнейсі під крайової частиною водосховища була характерна підвищена водопроникність, через цю зону і передавалося поровий тиск води. Як наслідок у майже водонепроникному гнейсі під греблею виникла величезна сила, спрямована вгору паралельно ослабленому розлому, яка спільно з впливом порового тиску о 21 годині 13 хвилин 2 грудня 1959 року підняла греблю. Причиною обвалення було остаточне заповнення водосховища, що викликало дещо сильнішу деформацію греблі й підстильних порід і призвело до утворення тріщин у дні водосховища, що сприяло швидкішій передачі тиску води.

Забезпечити безпеку на греблі Мальпассе можна було лише шляхом спорудження системи дренажу під греблею, що перешкоджало б зростанню тиску порових вод. Наразі подібні споруди передбачаються у всіх греблях такого роду. Незважаючи на те, що у ретроспективі механізм обвалення греблі Мальпассе став абсолютно очевидним, несправедливо було б звинувачувати у непередбаченості Андре Койне, який того часу не міг знати про принципи такого механізму. Своєчасне виявлення розлому, на жаль, ніяк би не вплинуло на будівництво і аварію, що сталася.

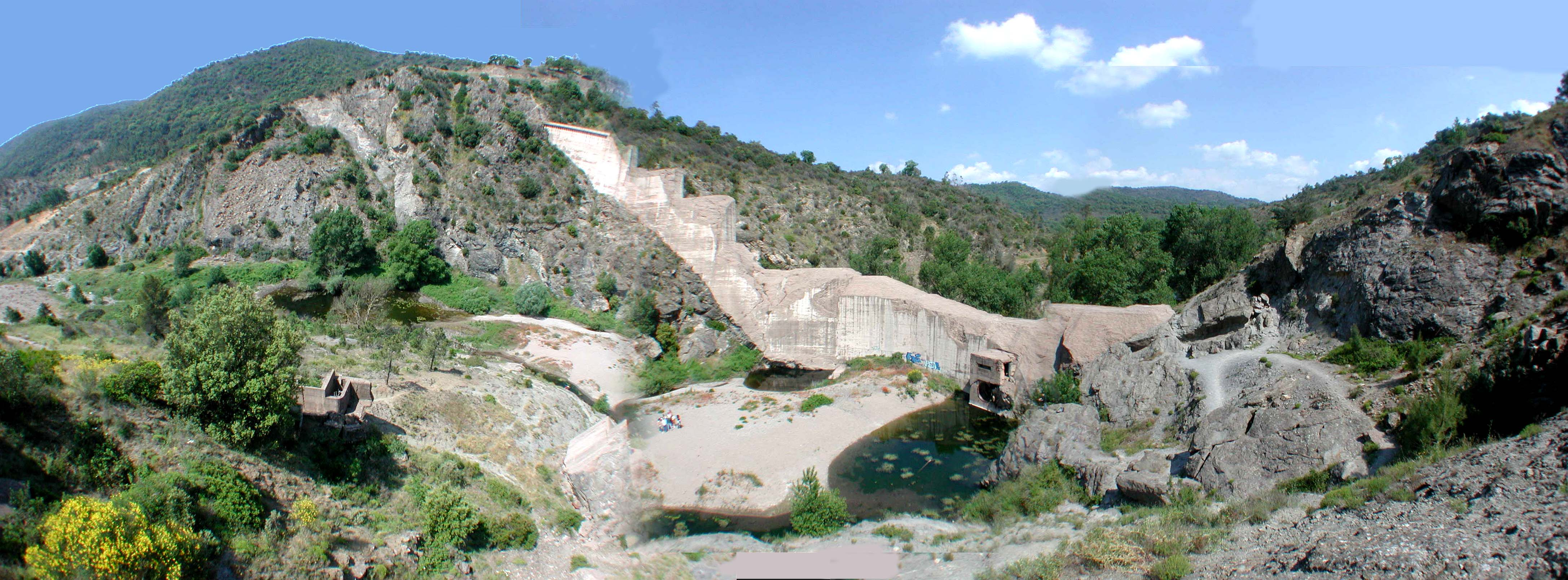
Гребля Мальпассе, вид униз за течією

## У кінематографі
- Прорив греблі Мальпассе послужив основою для однієї з сюжетних ліній французького серіалу «Повернені».